# Incilius ibarrai
Espèce
Synonymes
- Bufo ibarrai Stuart, 1954

Statut de conservation UICN

 EN B1ab(iii) : En danger
Incilius ibarrai est une espèce d'amphibiens de la famille des Bufonidae.

## Répartition

Distribution

Cette espèce se rencontre, : 
- au Guatemala dans la Sierra Madre de Chiapas entre 1 360 et 1 980 m d'altitude ;
- au Honduras dans les départements d'Intibucá, de Lempira et d'Ocotepeque jusqu'à 2 020 m d'altitude.

## Description
Les mâles mesurent jusqu'à 82 mm et les femelles jusqu'à 94 mm.

## Étymologie
Cette espèce est nommée en l'honneur de Jorge A. Ibarra directeur de Museo Nacional de Historia Natural.

## Publication originale
- Stuart, 1954 : Descriptions of some new amphibians and reptiles from Guatemala. Proceedings of the Biological Society of Washington, vol. 67, p. 159-178 (texte intégral).